# 萨考恩德罗韦省
萨考恩德罗韦省（發音：[ðaˈkɔuɳɖʳove]）是斐济14个省之一，属于北部大区。辖境除瓦努阿岛的一部分外，还有塔韋烏尼島、蘭比島、基奥阿岛等小岛。该省总面积为2,816平方公里。萨考恩德罗韦省人口49,344(2007年统计)，居全国第6位。
该省主要的城镇为萨武萨武，1996年人口4,962。
16°40′S 179°25′E / 16.667°S 179.417°E